# Teagan Presley
Teagan Presley, f. Ashley Erickson 24 juli 1985 i Houston, Texas! Amerikansk porrskådespelerska.
Teagan Presley medverkade i sin första porrfilm i januari 2004. Under de efterföljande 8 månaderna medverkade hon i över 80 porrfilmer, av vilka många innehåll analscener. Hon har för närvarande ett exklusivt kontrakt med amerikanska Digital Playground. Presley hävdar själv att hon blev porrskådespelerska för att hämnas på sin ex-pojkvän.
Hon födde en dotter i november 2005.